# Пас-де-Арипоро
Пас-де-Арипоро (исп. Paz de Ariporo) — город и муниципалитет в северо-восточной части Колумбии, на территории департамента Касанаре.

## История
Поселение, из которого позднее вырос город, было основано 12 октября 1953 года. Муниципалитет Пас-де-Арипоро был выделен в отдельную административную единицу в 1974 году.

## Географическое положение
Город расположен в северо-западной части департамента, в пределах Оринокского природно-территориального комплекса, на правом берегу реки Арипоро, на расстоянии приблизительно 79 километров к северо-востоку от города Йопаль, административного центра департамента. Абсолютная высота — 271 метр над уровнем моря.
Муниципалитет Пас-де-Арипоро граничит на севере с территорией муниципалитета Ато-Коросаль, на северо-западе — с муниципалитетом Сакама, на западе — с муниципалитетом Тамара, на юго-западе — с муниципалитетом Поре, на юге — с муниципалитетом Тринидад, на востоке — с территорией департамента Вичада. Площадь муниципалитета составляет 13 800 км².

## Население
По данным Национального административного департамента статистики Колумбии, совокупная численность населения города и муниципалитета в 2024 году составляла 40 991 человек.
Динамика численности населения муниципалитета по годам:
| 2005   | 2010   | 2015   | 2020   | 2021   | 2022   | 2023   | 2024   |
| ------ | ------ | ------ | ------ | ------ | ------ | ------ | ------ |
| 27 146 | 26 915 | 26 605 | 38 236 | 38 967 | 39 661 | 40 354 | 40 991 |

Согласно данным переписи 2005 года мужчины составляли 50,9 % от населения Пас-де-Арипоро, женщины — соответственно 49,1 %. В расовом отношении белые и метисы составляли 94,2 % от населения города; индейцы — 3,7 %; негры и мулаты — 2,1 %.

## Экономика
Большинство трудоспособного населения занято в сельском хозяйстве, торговле и добыче нефти.
55,6 % от общего числа городских и муниципальных предприятий составляют предприятия торговой сферы, 31,6 % — предприятия сферы обслуживания, 7,3 % — промышленные предприятия, 5,5 % — предприятия иных отраслей экономики.

## Транспорт
К северу от города проходит национальное шоссе № 65 (исп. Ruta Nacional 65).